# Capital Cities
Capital Cities é uma dupla de indie pop de Los Angeles, Califórnia. Formada por Ryan Merchant e Sebu Simonian, seu EP de estreia foi lançado em 7 de junho de 2011, com o single "Safe and Sound". E subsequentemente, o single "Kangaroo Court" foi lançado em 1 de maio de 2013. A banda foi destaque no álbum de compilação, Pop Up #1 com curadoria de Perez Hilton, que foi lançado em 7 de agosto de 2012. A canção da banda, "Safe and Sound" alcançou a posição #6 na parada americana Alternative Songs. A canção também foi usada em um comercial da Vodafone alemã. A canção "Center Stage" foi destaque na ESPN First Take, onde eles tocaram um pequeno segmento da faixa em sonoridade retro antes de ir para os intervalos comerciais.
O álbum de estreia da banda, In a Tidal Wave of Mystery foi lançado 4 de junho de 2013, pela Capitol Records em parceria com a Lazy Hooks. Será o primeiro lançamento de material novo pela Capitol com um número de catálogo da Universal Music e UPC.

## História

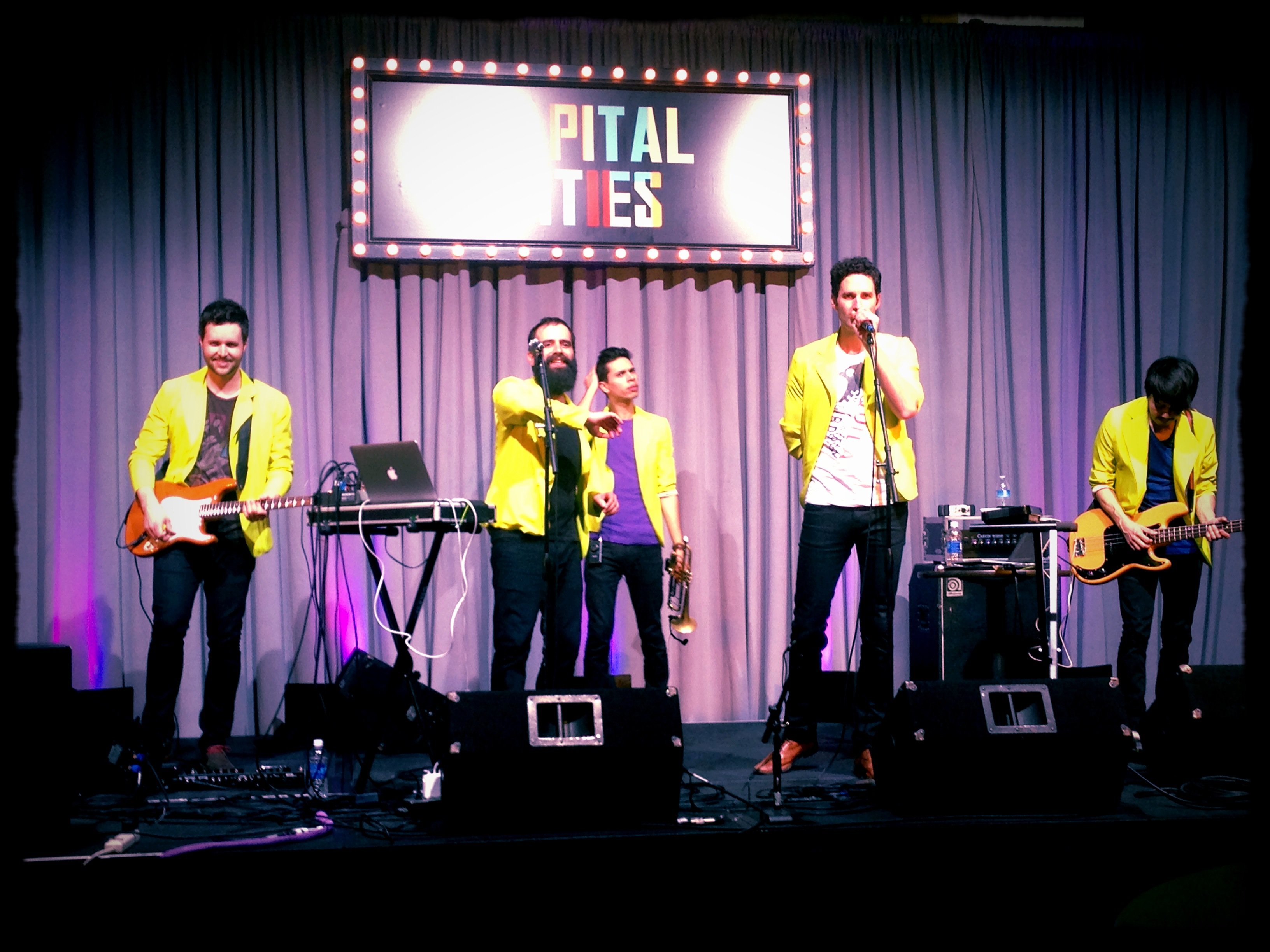
Capital Cities performando em Sunnyvale, California, em 25 de janeiro de 2013.

Merchant encontrou Simonian no craigslist depois que ele respondeu a um anúncio aberto de outro pessoa oferecendo seus serviços de produção. A dupla logo caiu em jingles da redação e depois de três anos de sucesso juntos compor músicas para comerciais e campanhas publicitárias, o par formado Capital Cities. A banda lançou seu EP de estreia, auto-intitulado em junho de 2011, através de sua gravadora, Lazy Hooks.
Em 2012, a banda assinou com a Capitol Records. Em parceria com a Lazy Hooks, a gravadora vai lançar In a Tidal Wave of Mystery, o álbum de estreia da banda, em 4 de junho de 2013. O álbum leva o nome da letra de seu hit top-10 de rádios de rock moderno "Safe and Sound", que é o primeiro single do álbum. A canção foi ouvida em campanhas promocionais da HBO, Smart Car, Microsoft, e muitos outros pontos. O álbum também inclui as canções "Kangaroo Court" e "I Sold My Bed, But Not My Stereo". Andre 3000 do OutKast, o vocalista Shemika Secrest e Frank Tavares do NPR são destaques na música "Farrah Fawcett Hair". O álbum é produzido e mixado inteiramente pelo par Merchant e Simonian. A capa do álbum é do artista brasileiro João Lauro Fonte.
A banda embarcou pela primeira vez em uma excursão no norte americano, o "Dancing With Strangers" tour, com convidados especiais Gold Fields, que começou no dia 23 de abril, no Crescent Ballroom em Phoenix, Arizona. O show do Capital Cities no Irving Plaza da cidade de Nova Iorque em 9 de maio de 2013 esgotou com dois meses de antecedência, antecipadamente também em duas noites no El Rey Theatre em Los Angeles. Todos os rendimentos do show de 7 de junho no El Rey foi para a MusiCares e Place Called Home. A banda também apareceu e performando em Sundance, SXSW e ULTRA. A banda estreou o vídeo oficial de "Safe and Sound", em 25 de abril 2013 no VEVO. O clipe foi dirigido por Grady Hall (Beck, Modest Mouse).
Em maio de 2013, "Safe and Sound" alcançou a primeira posição na parada Media Control AG da Alemanha.

## Discografia

### Álbuns de estúdio
| Ano  | Detalhes do álbum | Melhores posições | Melhores posições | Melhores posições | Melhores posições |
| Ano  | Detalhes do álbum | EUA               | AUT               | ALE               | ITA               |
| ---- | --- | ----------------- | ----------------- | ----------------- | ----------------- |
| 2013 | In a Tidal Wave of Mystery - Lançado: 4 de junho de 2013 - Gravadora: Capitol/Universal Records, Lazy Hooks - Formatos: CD, download digital | 66                | 53                | 75                | 99                |
| 2018 | Solarize - Lançado: 10 de Agosto de 2018 - Gravadora: Capitol/Universal Records, Lazy Hooks - Formatos: CD, download digital                 |                   |                   |                   |                   |

### Extended plays
| Ano  | Detalhes do álbum                                                                                          |
| ---- | --- |
| 2011 | Capital Cities EP - Lançado: 7 de junho de 2011 - Gravadora: Lazy Hooks - Formatos: CD, download digital   |
| 2013 | Kangaroo Court EP - Lançado: 17 de dezembro de 2013 - Gravadora: Lazy Hooks - Formatos: Download Digital   |
| 2017 | Swimming Pool Summer EP - Lançado: 7 de julho de 2017 - Gravadora: Lazy Hooks - Formatos: Download Digital |

### Singles
| Ano                                                                                         | Canção                             | Melhores posições nas tabelas | Melhores posições nas tabelas | Melhores posições nas tabelas | Melhores posições nas tabelas | Melhores posições nas tabelas | Melhores posições nas tabelas | Melhores posições nas tabelas | Melhores posições nas tabelas | Melhores posições nas tabelas | Melhores posições nas tabelas | Certificações                             | Álbum                      |
| Ano                                                                                         | Canção                             | EUA                           | EUA Alt.                      | EUA Rock                      | AUT                           | CAN                           | ALE                           | ITA                           | SUE                           | SUI                           | UK                            | Certificações                             | Álbum                      |
| ------------------------------------------------------------------------------------------- | ---------------------------------- | ----------------------------- | ----------------------------- | ----------------------------- | ----------------------------- | ----------------------------- | ----------------------------- | ----------------------------- | ----------------------------- | ----------------------------- | ----------------------------- | ----------------------------------------- | -------------------------- |
| 2010                                                                                        | "Beginnings"                       | —                             | —                             | —                             | —                             | —                             | —                             | —                             | —                             | —                             | —                             |                                           | Single sem álbum           |
| 2011                                                                                        | "Safe and Sound"                   | 8                             | 1                             | 2                             | 2                             | 5                             | 1                             | 4                             | 48                            | 8                             | 42                            | - : Ouro - : Platina - : Platina - : Ouro | In a Tidal Wave of Mystery |
| 2012                                                                                        | "Kangaroo Court"                   | —                             | —                             | —                             | —                             | —                             | 81                            | —                             | —                             | —                             | —                             |                                           | In a Tidal Wave of Mystery |
| 2014                                                                                        | "I Sold My Bed, But Not My Stereo" | —                             | —                             | —                             | —                             | —                             | —                             | —                             | —                             | —                             | —                             |                                           | In a Tidal Wave of Mystery |
| 2017                                                                                        | "Girl Friday"                      | —                             | —                             | —                             | —                             | —                             | —                             | —                             | —                             | —                             | —                             |                                           | Swimming Pool Summer EP    |
| "—" denota itens que não entraram nas tabelas musicais ou não foram lançados no território. |                                    |                               |                               |                               |                               |                               |                               |                               |                               |                               |                               |                                           |                            |